# Hexatoma (Eriocera) basilaris
Hexatoma (Eriocera) basilaris is een tweevleugelige uit de familie steltmuggen (Limoniidae). De soort komt voor in het Oriëntaals gebied.